# Rock - Disco Sound
Rock - Disco Sound é uma compilação em formato K7 (cassete) que reúne duas bandas portuguesas com diferentes estilos musicais, UHF e Ananga-Ranga. Editado em 1980 pela Metro-Som. 
Os UHF, banda de rock formada em 1978, participam com os temas "Jorge Morreu" e "Aquela Maria", enquanto os Ananga-Ranga banda de jazz rock constituídos em 1976 participam com "Fascínio", "Disco Sound", "Salto no Tempo" e "Verme". 
Reeditado em 1983 com inclusão dos Aqui d´el-Rock, o primeiro grupo a fazer punk rock em Portugal, que participam com dois temas.  Os UHF participam com mais uma faixa "Caçada". 

## K7

### Lado 1
1. Fascínio -  Ananga-Ranga
2. Disco Sound -   Ananga-Ranga
3. Jorge Morreu -  UHF

### Lado 2
1. Salto No Tempo -  Ananga-Ranga
2. Aquela Maria -  UHF
3. Verme -  Ananga-Ranga

## K7 (reedição)

### Lado 1
1. Fascínio -  Ananga-Ranga
2. Disco Sound -   Ananga-Ranga
3. Caçada -  UHF
4. Jorge Morreu -  UHF

### Lado 2
1. Quero Tudo - Aqui d'el Rock
2. Salto No Tempo -  Ananga-Ranga
3. Aquela Maria -  UHF
4. Eu Não Sei -  Aqui d'el Rock
5. Verme -  Ananga-Ranga

## Créditos
- Ananga-Ranga - Luís Firmino (voz e guitarra), Vasco Alves (baixo), Manuel Barreto (piano), Manuel Garcia (saxofone), Necas (bateria).  [2]
- UHF - António Manuel Ribeiro (voz e guitarra), Renato Gomes (guitarra), Carlos Peres (baixo), Américo Manuel (bateria).  [4]
- Aqui d'el Rock - Óscar Martins (voz e guitarra), Alfredo Marvão (guitarra), Fernando Gonçalves (baixo),  JC Serra (bateria).  [5]